# ジョシュ・ダンカン
ジョシュ・ダンカン（1986年5月12日 - ）は、アメリカ合衆国出身の元プロバスケットボール選手である。ポジションはパワーフォワード。

## 来歴
オハイオ州シンシナティのメラー高校でプレーした後、同じくシンシナティのザビエル大学に入学しカレッジバスケットボールをプレーした。
NBAドラフトでは指名漏れしNBAサマーリーグに出場するも、NBAのチームとは契約できず、2008年、LNBプロAのÉBポー・オルテッズに入団した。
翌2009年にベルギープロバスケットボールリーグのリエージュ・バスケットに入団。そのシーズン、リエージュは優勝を果たす。
2010-11シーズンはイスラエル・バスケットボール・プレミアリーグのマッカビ・アシュドッドB.C.に入団。2012年にハポエル・エルサレムBCに移籍した。
2014年7月、バスケットボール・ブンデスリーガのブローゼ・バンベルクと2年契約したが1年でハポエル・エルサレムに復帰した。2016年トルコリーグのエスキシェヒルに移籍。2年間プレーした。
2018年にB.LEAGUEの千葉ジェッツふなばしと契約した。
入団初年度となった2018-19シーズンは外国人枠との兼ね合いでスターターとしては2先発だったが、49試合に出場して1試合平均14得点を決めるなど、シックスマンとして活躍した。その後、他の外国人選手の退団により、出場機会が増加し、21-22シーズンには45試合全試合でスターターとして先発し、第97回天皇杯では大会ベスト5を獲得した。
2022年6月14日にB.LEAGUEの琉球ゴールデンキングスとの契約が発表された。
2023年6月2日に契約解除により琉球を退団することが発表された。同年7月17日に自身のInstagramにて現役引退を表明した。